# Hohes Aderl
Hohes Aderl är en bergstopp i Österrike.   Den ligger i distriktet Lienz och förbundslandet Tyrolen, i den centrala delen av landet. Toppen på Hohes Aderl är 3 506 meter över havet.
Den högsta punkten i närheten är Großvenediger, 3 662 meter över havet, norr om Hohes Aderl.
Trakten runt Hohes Aderl består i huvudsak av kala bergstoppar och isformationer.